# Bonnie Newman

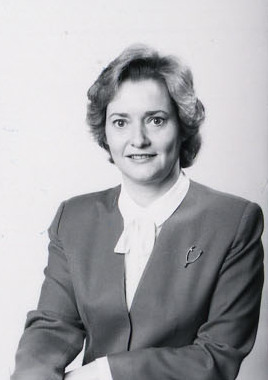
Bonnie Newman

Jane Ellen „Bonnie“ Newman (auch J. Bonnie Newman; * 2. Juni 1945 in Lawrence, Essex County, Massachusetts) ist eine US-amerikanische Hochschullehrerin und Politikerin (Republikanische Partei). Sie war im Februar 2009 kurzzeitig für die Nachfolge von US-Senator Judd Gregg nach dessen Nominierung zum neuen Handelsminister im Kabinett Obama vorgesehen; als Gregg eine Woche nach seiner Benennung auf das Amt verzichtete, wurde auch Newmans Nominierung hinfällig.

## Leben
Bonnie Newman machte zunächst ihren Bachelor-Abschluss am St. Joseph’s College in Maine; später erwarb sie den Master an der Pennsylvania State University. Danach war sie von 1969 bis 1978 an der University of New Hampshire beschäftigt, zuletzt als Dekan. In den 1980er Jahren schlug sie dann eine Laufbahn in der Politik ein. Sie arbeitete als Stabschefin für Judd Gregg während dessen Zeit im US-Repräsentantenhaus; zudem übte sie das Amt der stellvertretenden Handelsministerin unter Präsident Ronald Reagan aus. Auch unter dessen Nachfolger George Bush blieb Bonnie Newman als Assistant to the President for Management and Administration bis 1991 in Regierungsdiensten.
In der Folge konzentrierte sie sich wieder auf ihre akademische Tätigkeit. So war sie von 1998 bis 1999 kommissarischer Dekan der Whittemore School of Business and Economics, danach wurde sie Dekan der Kennedy School of Government an der Harvard University und verblieb bis 2005 auf diesem Posten. Schließlich kehrte sie im Mai 2006 als kommissarische Präsidentin an die University of New Hampshire zurück.
Anfang Februar 2009 wurde ein Nachfolger für den allem Anschein nach in die Bundesregierung wechselnden Judd Gregg im Senat gesucht. Gouverneur John Lynch, selbst Demokrat, hatte Gregg zugesagt, wiederum ein Mitglied der Republikaner zu berufen. Die Wahl fiel auf Bonnie Newman, die die Ernennung annahm und erklärte, bei der regulären Wahl zu ihrem Senatssitz im November 2010 nicht wieder anzutreten. Am 12. Februar verzichtete Gregg aufgrund politischer Differenzen auf das Ministeramt und entschied sich für die Fortsetzung seiner Tätigkeit im Kongress. Bonnie Newman akzeptierte dies widerspruchslos, dankte dem Gouverneur für sein Vertrauen und erklärte, weiter auf nicht politischem Bereich für die Bevölkerung New Hampshires arbeiten zu wollen. Handelsminister wurde an Greggs Stelle Gary Locke.